# Halophytum ameghinoi
Halophytum ameghinoi är en tvåhjärtbladig växtart som först beskrevs av Carlos Luis Spegazzini, och fick sitt nu gällande namn av Carlos Luis Spegazzini. Halophytum ameghinoi ingår i släktet Halophytum och familjen Halophytaceae. Inga underarter finns listade i Catalogue of Life.

## Bildgalleri

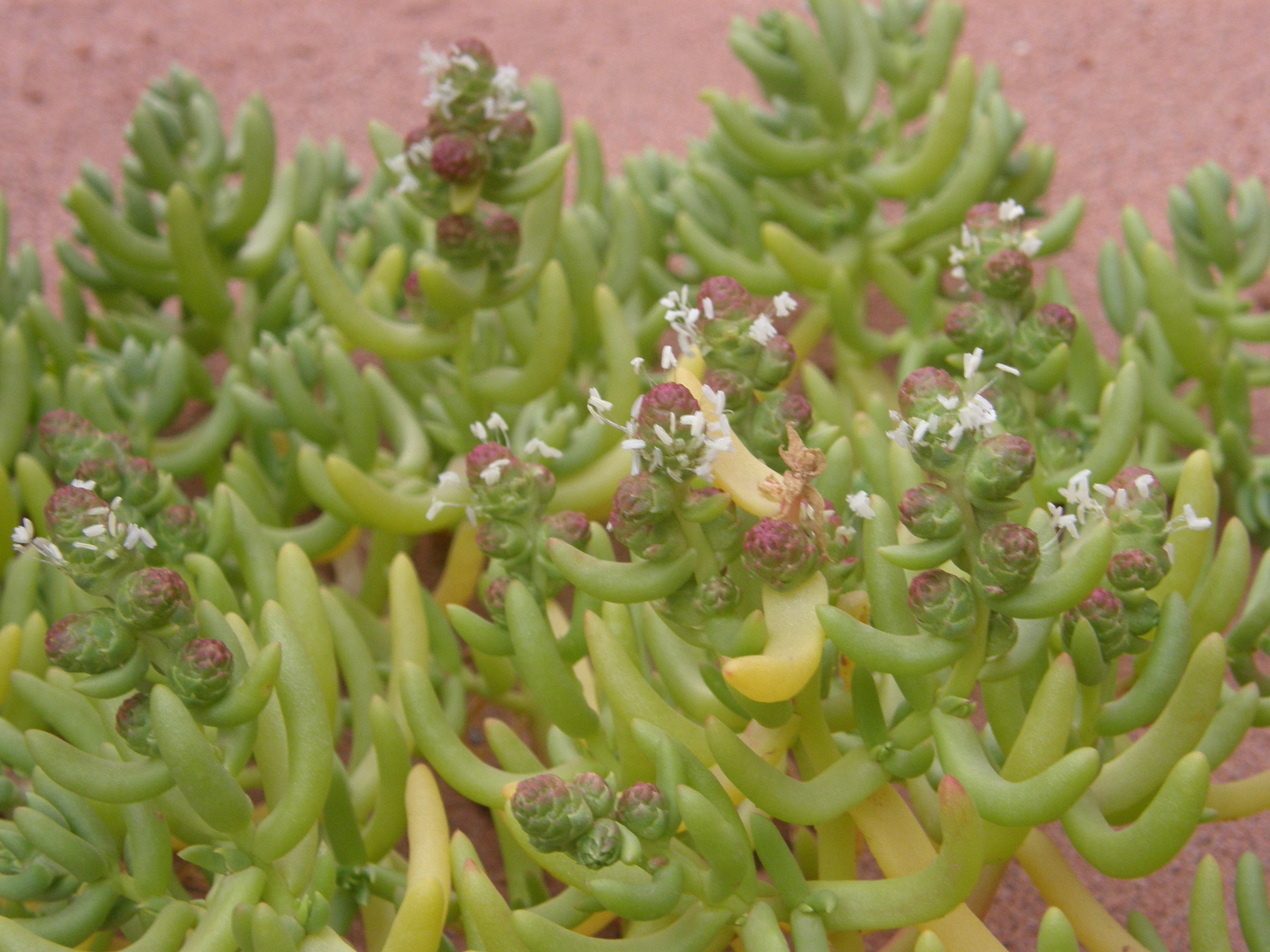